# Fachhochschule für Verwaltung und Rechtspflege Berlin
Die Fachhochschule für Verwaltung und Rechtspflege Berlin (FHVR) war eine staatliche Hochschule mit dem besonderen Profil einer Hochschule für den öffentlichen Dienst und den Dienstleistungssektor des öffentlichen und privatwirtschaftlichen Bereiches. Sie gehörte damit zu den Fachhochschulen für öffentliche Verwaltung in Deutschland und bildete überwiegend Absolventen für den öffentlichen Dienst des Landes Berlin aus. Zum 1. April 2009 fusionierte sie mit der Fachhochschule für Wirtschaft Berlin zur Hochschule für Wirtschaft und Recht Berlin (HWR).

## Geschichte
Die Hochschule wurde 1973 gegründet. Zunächst bestand sie aus den beiden Fachbereichen Allgemeine Verwaltung (FB 1) und Rechtspflege (FB 2). Zwei weitere Fachbereiche folgten: Polizeivollzugsdienst (FB 3) und Steuerverwaltung (FB 4). Der Fachbereich Steuerverwaltung wurde im Jahre 2003 aufgelöst, weil der entsprechende Studiengang an die Fachhochschule für Finanzen des Landes Brandenburg in Königs Wusterhausen verlegt wurde.
Nachdem die Fachhochschule seit 1975 am Berliner Kurfürstendamm im Ku’damm-Karree (nähe U-Bahnhof Uhlandstraße) bestanden hatte, zog sie im Jahr 1994 in das Bildungs- und Verwaltungszentrum Friedrichsfelde im Berliner Bezirk Lichtenberg. Zuvor war vom Land Berlin das Ku’damm-Karree verkauft worden. Das Bildungs- und Verwaltungszentrum Friedrichsfelde wurde 1984/85 als Bezirkszentrale des Staatssicherheitsdienstes der DDR errichtet. Für die Fachhochschule (und die Verwaltungsakademie Berlin) wurden neue Hörsaalgebäude auf dem Gelände gebaut.
Nach der Wiedervereinigung Berlins stiegen die Studentenzahlen steil an, zum Teil verursacht durch den erhöhten Bedarf an Verwaltungskräften für den ehemaligen Ostteil der Stadt, die für die neuen Verhältnisse qualifiziert werden sollten. In den ersten zehn Jahren nach der Wende gab es zeitweise um die 3.000 Studenten. Später gingen die Studentenzahlen auf ca. 1.800 zurück.
Der Rückgang der Studentenzahlen war insgesamt auf die reduzierte Einstellungspraxis des Berliner öffentlichen Dienstes zurückzuführen. Dem entsprach auch die Entscheidung des Berliner Senats, für den gehobenen allgemeinen nicht-technischen Verwaltungsdienst keine Anwärter mehr auszubilden. Unter maßgeblicher Beteiligung des letzten amtierenden Rektors Hans-Paul Prümm hat der Fachbereich Allgemeine Verwaltung den Studiengang daher in den allgemein zugänglichen Studiengang Öffentliche Verwaltungswirtschaft (ÖVW) umgewandelt, der auch weiterhin die Laufbahnbefähigung für den gehobenen Dienst vermittelt. Im Zuge des Bologna-Prozesses wurde der Studiengang 2006 erneut reformiert, so dass der Abschluss der Absolventen nicht mehr Diplom-Verwaltungswirt (FH), sondern Bachelor of Arts lautet. Seit dem Wintersemester 2008 wird zudem der 6-semestrige Studiengang „Jus“ angeboten, bei dem bundesweit einmalig Jura auf einer Fachhochschule studiert werden kann. Die Absolventen erhalten den akademischen Grad Bachelor of Law (LL.B.)
Bereits 1994 wurde am Fachbereich Allgemeine Verwaltung gemeinsam mit der Berliner FHTW ein erster externer Studiengang Public Management entwickelt und eingerichtet. Ferner wurde gemeinsam mit der TFH Wildau der Fernstudiengang Europäisches Verwaltungshandeln (FEV, später: Europäisches Verwaltungsmanagement (EVM), mit Master-Abschluss) entwickelt und betrieben. Der Fernstudiengang ist derart erfolgreich, dass er an andere Fachhochschulen „exportiert“ werden konnte (Saarbrücken, Brühl). Der Export bezieht sich vordringlich auf das Abhalten der Präsenzphasen des Fernstudiengangs.
Der Fachbereich Rechtspflege bildet im verwaltungsinternen Studiengang neben den Berliner Rechtspflegern auch solche der Länder Brandenburg (seit 1991) und Sachsen-Anhalt (2002) aus. Er beteiligt sich überdies an der Ausbildung des gehobenen Dienstes des Auswärtigen Amtes und bietet seit 2007 den Studiengang Rechtsmanagement an.
Ausschließlich verwaltungsintern arbeitete bis 2005 auch der Fachbereich Polizeivollzugsdienst. Ab dem Wintersemester 2005/06 wird nun auch der Studiengang Sicherheitsmanagement angeboten, der allen interessierten Bewerberinnen und Bewerbern offensteht. Die Studienplatzzahl ist allerdings auf 40 begrenzt.
Als Fachhochschule für öffentliche Verwaltung ergab sich die Besonderheit, dass die FHVR zunächst der Innenverwaltung direkt unterstellt, später der Fachaufsicht des Berliner Innensenators zugeordnet war und erst 2003 dem Geschäftsbereich der Senatsverwaltung für Wissenschaft, Forschung und Kultur zugeordnet wurde (wie alle anderen staatlichen Hochschulen des Landes).
Als letzte Konsequenz einer Eingliederung der ehemaligen Verwaltungsfachhochschule in den allgemeinen Hochschulbereich hat der Senat dem Vorschlag des Senators Jürgen Zöllner zugestimmt, die FHVR mit der Fachhochschule für Wirtschaft Berlin zur Hochschule für Wirtschaft und Recht Berlin (HWR) zu vereinigen.

## Bekannte Lehrkräfte (Auswahl)
- Horst Bosetzky
- Peter Heinrich
- Bernd Senf